# Ácido 4-(4-hidroxifenil)butanoico
Ácido 4-(4-hidroxifenil)butanoico ou ácido p-hidroxifenilbutanoico é o composto orgânico com a fórmula C10H12O3, SMILES C1=CC(=CC=C1CCCC(=O)O)O e massa molecular 180,2. É classificado com o número CAS 7021-11-6, CBNumber CB3139239 e MOL File 7021-11-6.mol.